# 吉田茂賞
吉田茂賞（よしだしげるしょう）は、財団法人吉田茂国際基金が「国際的教養の豊かな前途有為の学者」に授与する学術賞であった。基金の前身である吉田茂記念事業財団が1971年に創設して以来、日本外交史、日中関係史、日米関係史等の分野で顕著な業績を上げた若手の研究者に贈られた。副賞の賞金は50万円。
吉田茂国際基金は、1995年に吉田茂記念事業財団（1971年 - 1995年）が解消され、吉田国際教育基金（1964年～1995年）に事業が継承されることにより、両者が合併して設立された。1963年に吉田茂が政界を引退するに際して、池田勇人・佐藤栄作とともに吉田国際教育基金の呼びかけ人となった小泉信三によれば、吉田茂は「政務の多忙の其間に在って、日を定めて学者の会合を求め、その説を聞いて百年の計を樹てることに腐心」してきたという。
こうした背景から、吉田茂賞は若手の研究者で、近代日本の歩みを左右した政治・外交問題に関する顕著な研究業績を挙げたと認められたものに贈られることになったと考えられる。2008年以降の選考委員は、戸部良一、波多野澄雄 、波多野敬雄、 北岡伸一が務めた。
吉田茂国際基金が2011年3月末で解散したため、2011年（平成23年度）が最後の授与となった。

## 受賞作

### 第1回
1971年度
- 細谷千博・今井清一・斎藤眞・蝋山道雄編『日米関係史 開戦に至る十年（1931～41年）』全4巻（東京大学出版会）
- 西村熊雄『日本外交史27 サンフランシスコ平和条約』（鹿島研究所出版会）

### 第2回
1972年度
- 海野芳郎『国際連盟と日本』（原書房）

### 第3回
1973年度
- 坂野正高『近代中国政治外交史―ヴァスコ・ダ・ガマから五四運動まで』（東京大学出版会）／同『現代外交の分析―情報・政策決定・外交交渉』（東京大学出版会）

### 第4回
1974年度
- 松本重治『上海時代』上中下巻（中央公論社／中公新書）
- 油橋重遠『戦時日ソ外交小史』（霞ヶ関出版）

### 第5回
1975年度
- 進藤榮一『現代アメリカ外交序説―ウッドロー・ウィルソンと国際秩序』（創文社）
- 今井床次『お雇い外国人 外交』（鹿島研究所出版会）

### 第6回
1976年度
- 斎藤眞『アメリカ政治外交史』（東京大学出版会）
- 稲生典太郎『条約改正論の歴史的展開』（小峯書店）

### 第7回
1977年度
- 栗原健編、江藤淳解説、波多野澄雄補注『終戦史録』全6巻別巻1巻（北洋社）
- 高野雄一『国際社会における人権』（岩波書店）

### 第8回
1978年度
- 細谷千博「外交官・吉田茂の夢と挫折」（『中央公論』1977年8月号）／同「ワシントン体制の性質と変容」（細谷千博・斎藤眞編『ワシントン体制と日米関係』（東京大学出版会）をふくむ今日までの外交史研究業績

### 第9回
1979年度
- 外務省外交史料館日本外交史辞典編集委員会（池井優・海野芳郎・大畑篤四郎・長岡新治郎・細谷千博）『日本外交史辞典』（大蔵省印刷局発行、政府刊行物サービスセンター発売）
- 波多野里望・筒井若水編『国際判例研究 領土国境紛争』（東京大学出版会）

### 第10回
1980年度
- 株式会社原書房「明治百年史叢書」とその他外交史書籍の出版にたいして

### 第11回
1981年度
- 栗原健・海野芳郎・馬場明『佐藤尚武の面目』（原書房）

### 第12回
1982年度
- 鹿島平和研究所編『日本外交主要文書・年表 第1巻 1941～1960』（原書房）

### 第13回
1983年度
- 三宅正樹・秦郁彦・藤村道生・義井博編『昭和史の軍部と政治』全5巻（第一法規出版）

### 第14回
1984年度
- 細谷千博『サンフランシスコ講和への道』（中央公論社）

### 第15回
1985年度
- 萩原延寿『東郷茂徳―伝記と解説』（原書房）
- 北岡伸一「対米外交の条件―清沢洌の日米関係観」（『中央公論』1986年3月号）

### 第16回
1986年度
- 松村正義『ポーツマスへの道―黄禍論とヨーロッパの末松謙澄』（原書房）
- 照沼好文「大磯旧吉田邸内社七賢堂について」（『神道研究紀要』9号）

### 第17回
1987年度
- 波多野澄雄編『終戦工作の記録』上下巻（講談社）

### 第18回
1988年度
- 馬場明『大東亜戦争と鈴木貫太郎』（原書房）

### 第19回
1989年度
- 五百籏頭眞『日米戦争と戦後日本』（大阪書籍）

### 第20回
1990年度
- 軍事史学会編『第二次世界大戦―発生と拡大』（錦正社）
- 柴田紳一「吉田茂と三代の『系譜』―大久保利通・牧野伸顕・吉田茂を結ぶ人脈」（吉田茂記念事業財団編『人間吉田茂』中央公論社）

### 第21回
1991年度
- ケネス・パイル「現代日本のナショナリズムと世代差」（『日本の底流』第5号）他長年にわたる日本研究にたいして
- 波多野澄雄『幕僚たちの真珠湾』（朝日新聞社）
- 戸部良一『ピース・フィーラー―支那事変和平工作の群像』（論創社）

### 第22回
1992年度
- 吉田伸弥『天皇への道―明仁陛下の昭和史』（読売新聞社）
- 小倉和夫『パリの周恩来―中国革命家の西欧体験』（中央公論社／中公叢書）
- 酒井哲哉『大正デモクラシー体制の崩壊―内政と外交』（東京大学出版会）

### 第23回
1993年度
- 馬場明『日露戦争後の日中関係』（原書房）
- 田中孝彦『日ソ国交回復の史的研究』（有斐閣）

### 第24回
1994年度
- 該当者なし

### 第25回
1995年度
- ジュリア・ボイド『ハンナ・リデル―ハンセン病救済にささげた一生』（日本経済新聞社）
- 井上寿一『危機の中の協調外交―日中戦争に至る対外政策の形成と展開』（山川出版社）
- 松浦正孝『日中戦争における経済と政治―近衛文麿と池田成彬』（東京大学出版会）

### 第26回
1996年度
- 増田弘『公職追放―三大政治パージの研究』（東京大学出版会）
- 波多野澄雄『太平洋戦争とアジア外交』（東京大学出版会）

### 第27回
1997年度
- 伊藤隆（軍事史学会会長）・軍事史学会編『日中戦争の諸相』（錦正社）

### 第28回
1998年度
- 佐々木克『大久保利通と明治維新』（吉川弘文館）
- 臼井勝美『日本外交年表草稿(1905-1945)』（クレス出版）

### 第29回
1999年度
- 五百籏頭眞・坂元一哉・田所昌幸・中西寛・村田晃嗣（5人全員が受賞）『戦後日本外交史』（有斐閣）

### 第30回
2000年度
- 黒沢文貴『大戦間期の日本陸軍』（みすず書房）
- 佐藤元英『近代日本の外交と軍事―権益擁護と侵略の構造』（吉川弘文館）

### 第31回
2001年度
- 服部龍二『東アジア国際環境の変動と日本外交1918-1931』（有斐閣）
- 中村仁（中央公論新社代表取締役社長）『日本の近代』全16巻シリーズ企画にたいして

### 第32回
2002年度
- 日暮吉延『東京裁判の国際関係―国際政治における権力と規範』（木鐸社）

### 第33回
2003年度
- 片桐庸夫『太平洋問題調査会の研究』（慶應義塾大学出版会）

### 第34回
2004年度
- 村田良平『海洋をめぐる世界と日本』（成山堂書店）／同『回顧する日本外交1952-2002』（都市出版）
- 佐藤卓己『言論統制－情報官・鈴木庫三と教育の国防国家』（中央公論新社／中公新書）

### 第35回
2005年度
- 中田整一『満州国皇帝の秘録』（幻戯書房）

### 第36回
2006年度
- 奈良岡聰智『加藤高明と政党政治』（山川出版社）

### 第37回
2007年度
- 該当者なし

### 第38回
2008年度
- 浅野豊美『帝国日本の植民地法制―法域統合と帝国秩序』（名古屋大学出版会）

### 第39回
2009年度
- 小林道彦『政党内閣の崩壊と満州事変』（ミネルヴァ書房）

### 第40回
2010年度
- 井上正也『日中国交正常化の政治史』（名古屋大学出版会）
- 柴山太『日本再軍備への道』（ミネルヴァ書房）
- 近代日本史研究会 伊藤隆 日本近現代史への貢献にたいして